# Marie Litta
Pour les articles homonymes, voir Litta.
Marie Eugenia von Elsner (1856-1883) connue sous le nom de Marie Litta, est une chanteuse d'opéra soprano américaine.
Entraînée au chant dès son plus jeune âge par son père, elle voyage avec lui dans tout le pays pour se produire. Elle étudie ensuite avec John Underner à Cleveland, dans l'Ohio. Avec le soutien d'un mécène, elle poursuit ses études en Europe, notamment avec Pauline Viardot. Elle fait ses débuts à Paris dans le rôle-titre de Lucia di Lammermoor de Gaetano Donizetti. Elle adopte alors le nom de scène de Marie Litta. Lucia reste son rôle phare lorsqu'elle part en tournée avec une compagnie d'opéra aux États-Unis pendant quelques années. Elle forme ensuite sa propre troupe.

## Biographie

### Jeunesse
Marie Eugenia von Elsner naît le 1er juin 1856 à Bloomington, dans l'Illinois aux États-Unis. Elle est la fille de Hugo von Elsner, professeur de musique, et d'Amanda Dimmitt, dont la famille fait partie des premiers colons de l'Illinois. Après que son talent musical a été remarqué par son entourage, son père commence à la former pour devenir une chanteuse de premier plan. À l'âge de cinq ans, elle chante The Last Rose of Summer (en) aux soldats de l'Union à Springfield. Il s'agit de sa première représentation publique. À l'âge de 14 ans, elle commence à voyager avec son père dans plusieurs villes de l'Illinois et au-delà pour se produire, notamment à Cleveland, où elle commence à étudier avec John Underner. Ses études à Cleveland sont soutenues financièrement par un mécène, qui finance son voyage en Europe pour y poursuivre ses études.
Von Elsner se rend en Europe, principalement en France, en octobre 1874, où elle étudie avec la compositrice Pauline Viardot et la riche comtesse de Trobriand, qui lui offre un espace pour se produire.